# Capitan, New Mexico
Capitan là ngôi làng ở Quận Lincoln, New Mexico, Mỹ, nằm ở phía bắc của Rừng Quốc gia Lincoln giữa Dãy núi Capitan và Sacramento ở độ cao 6.350 feet (1.950 m). Dân số là 1.489 người vào thời điểm điều tra dân số năm 2010. Capitan được thành lập vào thập niên 1890 và hợp nhất vào năm 1941.

## Địa lý
Theo Cục Điều tra Dân số Hoa Kỳ, Capitan có tổng diện tích 3,2 dặm vuông (8,3 km2), tất cả đều là đất liền. Cộng đồng được bao quanh bởi những ngọn núi cao trên sa mạc và những cây tuyết tùng, cây pinon và cây bách xù của New Mexico.

### Khí hậu
| Dữ liệu khí hậu của Capitan, New Mexico | Dữ liệu khí hậu của Capitan, New Mexico | Dữ liệu khí hậu của Capitan, New Mexico | Dữ liệu khí hậu của Capitan, New Mexico | Dữ liệu khí hậu của Capitan, New Mexico | Dữ liệu khí hậu của Capitan, New Mexico | Dữ liệu khí hậu của Capitan, New Mexico | Dữ liệu khí hậu của Capitan, New Mexico | Dữ liệu khí hậu của Capitan, New Mexico | Dữ liệu khí hậu của Capitan, New Mexico | Dữ liệu khí hậu của Capitan, New Mexico | Dữ liệu khí hậu của Capitan, New Mexico | Dữ liệu khí hậu của Capitan, New Mexico | Dữ liệu khí hậu của Capitan, New Mexico |
| Tháng                                   | 1                                       | 2                                       | 3                                       | 4                                       | 5                                       | 6                                       | 7                                       | 8                                       | 9                                       | 10                                      | 11                                      | 12                                      | Năm                                     |
| --------------------------------------- | --------------------------------------- | --------------------------------------- | --------------------------------------- | --------------------------------------- | --------------------------------------- | --------------------------------------- | --------------------------------------- | --------------------------------------- | --------------------------------------- | --------------------------------------- | --------------------------------------- | --------------------------------------- | --------------------------------------- |
| Cao kỉ lục °F (°C)                      | 73 (23)                                 | 73 (23)                                 | 79 (26)                                 | 85 (29)                                 | 94 (34)                                 | 101 (38)                                | 98 (37)                                 | 97 (36)                                 | 91 (33)                                 | 85 (29)                                 | 79 (26)                                 | 71 (22)                                 | 101 (38)                                |
| Trung bình ngày tối đa °F (°C)          | 49 (9)                                  | 53 (12)                                 | 59 (15)                                 | 68 (20)                                 | 76 (24)                                 | 84 (29)                                 | 83 (28)                                 | 81 (27)                                 | 76 (24)                                 | 68 (20)                                 | 57 (14)                                 | 49 (9)                                  | 67 (19)                                 |
| Tối thiểu trung bình ngày °F (°C)       | 23 (−5)                                 | 25 (−4)                                 | 29 (−2)                                 | 35 (2)                                  | 43 (6)                                  | 49 (9)                                  | 54 (12)                                 | 53 (12)                                 | 47 (8)                                  | 38 (3)                                  | 29 (−2)                                 | 23 (−5)                                 | 37 (3)                                  |
| Thấp kỉ lục °F (°C)                     | −4 (−20)                                | −6 (−21)                                | −2 (−19)                                | 8 (−13)                                 | 25 (−4)                                 | 33 (1)                                  | 42 (6)                                  | 41 (5)                                  | 30 (−1)                                 | 8 (−13)                                 | −11 (−24)                               | −15 (−26)                               | −15 (−26)                               |
| Lượng Giáng thủy trung bình inches (mm) | 0.64 (16)                               | 0.79 (20)                               | 0.63 (16)                               | 0.53 (13)                               | 1.17 (30)                               | 1.55 (39)                               | 3.49 (89)                               | 3.51 (89)                               | 2.21 (56)                               | 1.25 (32)                               | 1.08 (27)                               | 1.00 (25)                               | 17.85 (452)                             |
| Lượng tuyết rơi trung bình inches (cm)  | 7 (18)                                  | 6.8 (17)                                | 4.7 (12)                                | 1.3 (3.3)                               | 0.2 (0.51)                              | 0 (0)                                   | 0 (0)                                   | 0 (0)                                   | 0 (0)                                   | 0.9 (2.3)                               | 1.9 (4.8)                               | 9.2 (23)                                | 32 (80.91)                              |
| Nguồn 1:                                |                                         |                                         |                                         |                                         |                                         |                                         |                                         |                                         |                                         |                                         |                                         |                                         |                                         |
| Nguồn 2:                                |                                         |                                         |                                         |                                         |                                         |                                         |                                         |                                         |                                         |                                         |                                         |                                         |                                         |

## Nhân khẩu
Theo cuộc điều tra dân số năm 2000 có 1.443 nhân khẩu, 605 hộ gia đình và 416 dòng họ cư trú trong làng. Mật độ dân số là 450,9 người trên một dặm vuông (174,1/km2). Có 717 đơn vị nhà ở với mật độ trung bình là 224,0 trên một dặm vuông (86,5/km2). Thành phần chủng tộc của làng này gồm 87,53% người Mỹ da trắng, 0,55% người Mỹ gốc Phi, 1,46% người Mỹ da đỏ, 0,55% người châu Á, 0,07% người dân đảo Thái Bình Dương, 7,76% từ các chủng tộc khác và 2,08% từ hai hoặc nhiều chủng tộc. Người gốc Tây Ban Nha hoặc Mỹ Latinh thuộc bất kỳ chủng tộc nào chiếm 19,20% dân số.
Có 605 hộ, trong đó 26,4% có trẻ em dưới 18 tuổi sống cùng, 56,0% là các cặp vợ chồng sống chung, 9,8% có chủ hộ là nữ không có chồng và 31,2% là những người không có gia đình. 27,4% tổng số hộ gia đình được tạo thành từ các cá nhân và 10,4% có người sống một mình từ 65 tuổi trở lên. Quy mô hộ trung bình là 2,39 và quy mô gia đình trung bình là 2,91.
Trong làng, dân số được phân bố rải rác, với 24,9% dưới 18 tuổi, 5,9% từ 18 đến 24, 22,6% từ 25 đến 44, 29,9% từ 45 đến 64 và 16,6% từ 65 tuổi trở lên. lớn hơn. Tuổi trung bình là 42 tuổi. Đối với mỗi 100 nữ, có 97,4 nam giới. Cứ 100 nữ 18 tuổi trở lên, đã có 93,4 nam giới.
Thu nhập trung bình cho một hộ gia đình trong làng là 27.188 đô la, và thu nhập trung bình cho một gia đình là 32.115 đô la. Nam giới có thu nhập trung bình là 23.500 đô la so với 16.902 đô la đối với nữ. Thu nhập bình quân đầu người của ngôi làng là 15.062 đô la. Khoảng 8,3% gia đình và 13,0% dân số dưới mức nghèo khổ, bao gồm 13,7% những người dưới 18 tuổi và 12,1% những người từ 65 tuổi trở lên

## Giao thông
Trục lộ chính

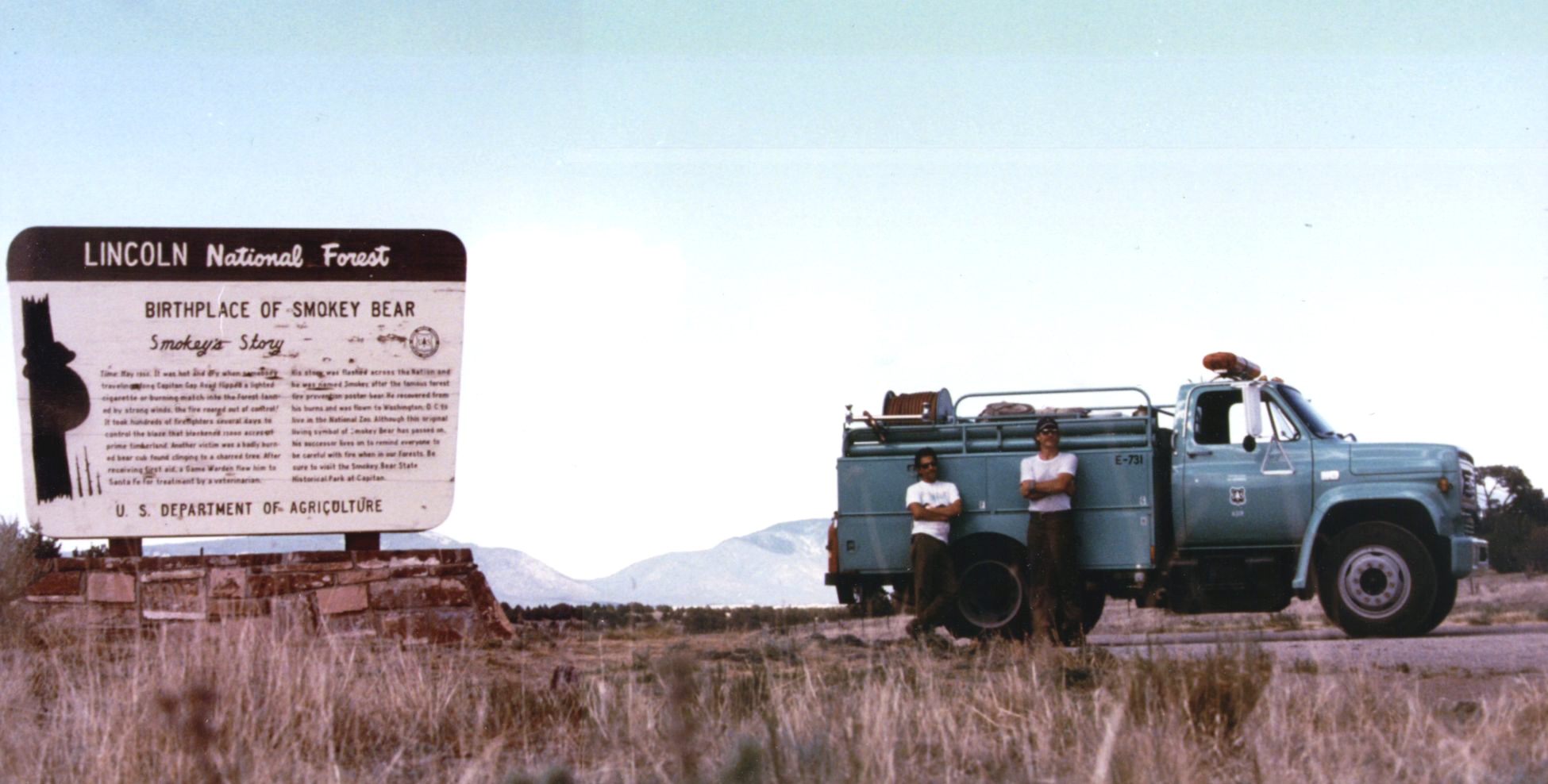
Xe cứu hỏa 731 Rừng Quốc gia Tahoe và nhóm nhân viên tại Điểm quan sát Gấu Smokey vào tháng 6 năm 1990 (tạm thời được giao cho Rừng Quốc gia Lincoln) với Dãy núi Capitan và Đèo Capitan ở phía xa. Làng Capitan nằm trong thung lũng giữa Dãy núi và Điểm quan sát này.

- Quốc lộ 380 Hoa Kỳ (U.S. Route 380)
- Xa lộ Tiểu bang 48 New Mexico (NM 48)
- Xa lộ Tiểu bang 246 New Mexico (NM 246)

## Gấu Smokey
Mùa xuân năm 1950, một con gấu đen bị bỏng nặng được cứu khỏi một đám cháy rừng lớn tại Đèo Capitan trên Dãy núi Capitan. Lần đầu tiên người dân địa phương gọi là Gấu Hotfoot, về sau đổi tên thành Smokey và trở thành phiên bản đời thực của linh vật Gấu Smokey thuộc Sở Lâm nghiệp Mỹ. Smokey sau đó được gửi đến sống tại Vườn thú Quốc gia ở Washington D.C. trong suốt 26 năm liền. Sau khi chú gấu này qua đời vào ngày 9 tháng 11 năm 1976, Chính phủ bèn trao trả hài cốt Smokey cho Capitan và đem chôn cất tại nơi hiện nay là Công viên Lịch sử Gấu Smokey.

## Danh nhân
Capitan là quê hương của chủ trang trại và doanh nhân Edward R. Tinsley, III, chủ sở hữu của chuỗi nhà hàng K-Bob's Steakhouse. Ông cũng là ứng cử viên Đảng Cộng hòa không mấy thành công vào năm 2008 cho cái ghế khu vực bầu cử quốc hội số 2 do Steve Pearce bỏ trống khi tranh cử thất bại vào Thượng viện Hoa Kỳ.